# Edmon Colomer i Soler
Edmon Colomer i Soler (Barcelona, 1951) és un director d'orquestra català. Va estudiar al conservatori de Barcelona amb figures com Xavier Montsalvatge i Antoni Ros-Marbà, i continuà la seva formació amb Hans Swarowsky, George Hurst i Sergiu Celibidache.
Responsable de la posada en marxa de la Joven Orquesta Nacional de España (JONDE), ha estat al capdavant de l'Orquestra de Cadaqués (que va dirigir al ja mític enregistrament del Concierto de Aranjuez amb Paco de Lucía), l'Orquestra de la Picardie (França), l'Orquestra Simfònica del Vallès 2002-2005, l'Orquestra Simfònica de Balears (2002-2005), l'Orquestra de Màlaga, i l'Orquestra Filharmònica de Daejeon, a Corea del Sud. De 1977 a 1980 va dirigir l'Orfeó de Sabadell.
És fill del també director Àngel Colomer i del Romero.